# Pećinci
Pećinci (srbskou cyrilicí Пећинци, maďarsky Pecsincse, německy Petschinci, slovensky Pečinci) jsou město a správní středisko stejnojmenné opštiny v Srbsku ve Vojvodině. Nachází se v Sremském okruhu, asi 44 km severozápadně od Bělehradu. V roce 2011 žilo v Pećincích 2 571 obyvatel, v celé opštině pak 19 675 obyvatel, z nichž naprostou většinu (91,1 %) tvoří Srbové. Rozloha města je 19,27 km², rozloha opštiny 488,72 km².
Kromě města Pećinci k opštině patří dalších 14 sídel; Ašanja, Brestač, Deč, Donji Tovarnik, Karlovčić, Kupinovo, Obrež, Ogar, Popinci, Prhovo, Sibač, Sremski Mihaljevci, Subotište a Šimanovci.
Většina obyvatel se zabývá výrobním průmyslem, maloobchodem, velkoobchodem a opravami motorových vozidel.
Těsně kolem Pećinců prochází dálnice A3 a nachází se na ní exit a odpočívka pojmenovaná po Pećincích.